# Fílaco (hijo de Deyón)

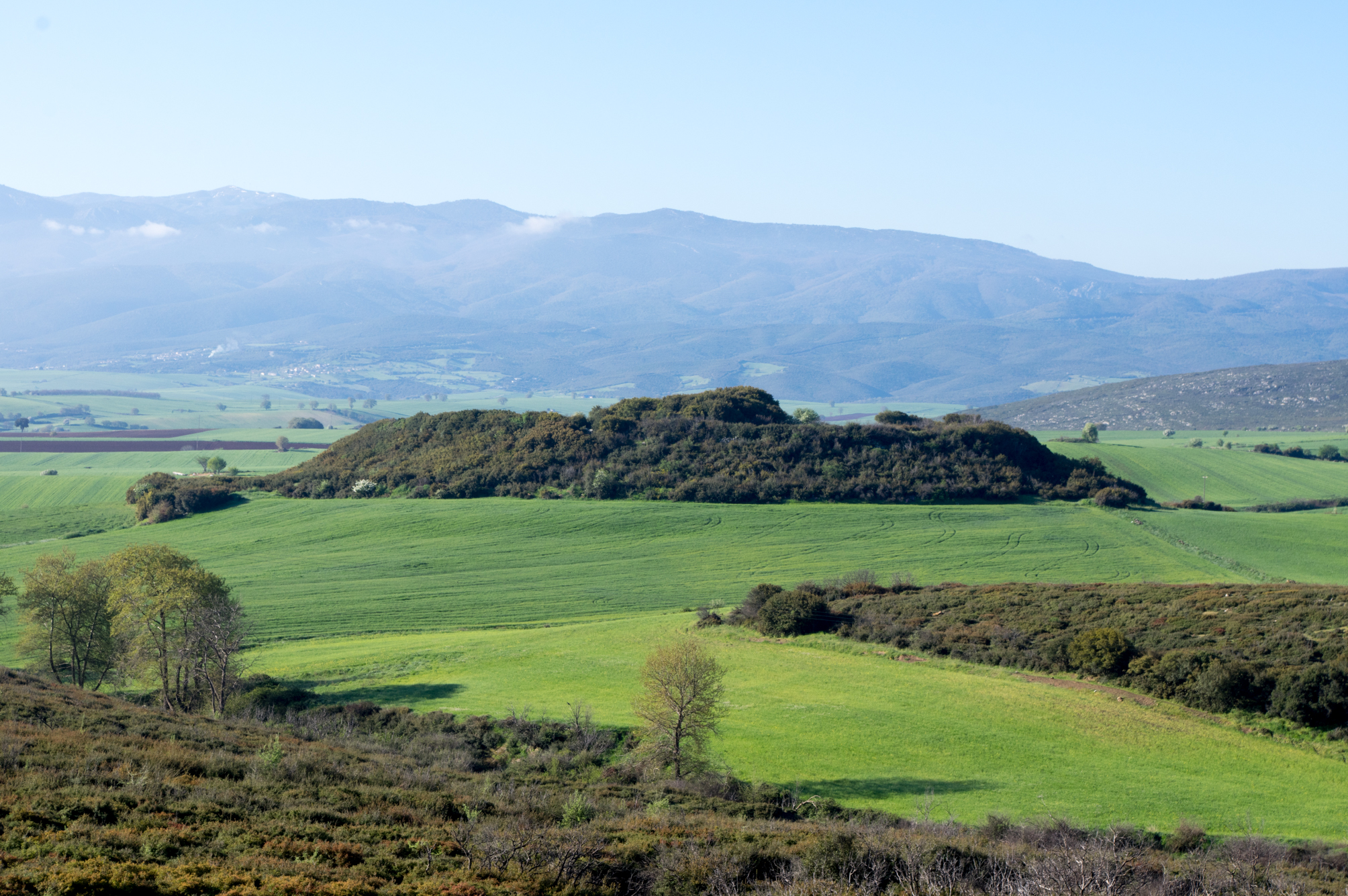
Fílace

En la mitología griega Fílaco, en griego antiguo Φύλακος, es un hijo de Deyón y de Diomede. Fue el fundador de la ciudad de Fílace en Tesalia, ciudad vinculada de manera natural con la Fócide. Fílaco se desposó con una hija de Minias, Clímene, con la que engendró al menos a Íficlo, celebérrimo por sus veloces pies. Los descendientes de Fílaco a menudo son conocidos con el patronímico de Filácidas. Se dice que Fílaco poseía un abundante rebaño de vacas, custodiadas por un perro formidable al que no podía acercarse ni hombre ni fiera. Neleo, rey de Pilos, anhelaba ese abundante ganado y solicitó al héroe Biante que le consiguiera ese ganado si quería ganarse la mano de su hija Pero. Finalmente el hermano de Biante, Melampo, consiguió su cometido utilizando el don de la profecía.
Fílaco también engendró hijas, pero ningún autor se pone de acuerdo. Unos dicen que su hija fue Alcímede, otros que Evadne, y otros más que Alcímaca. Estas hijas fueron a su vez madres de grandes héroes, como Áyax Locrio o Jasón, aunque cada autor las utilizaba a su conveniencia y no parece que hubiera una tradición consolidada al respecto. A Fílaco también se lo imagina como padre de Peante. Sin embargo la mayoría de autores están de acuerdo en que los héroes Protesilao y Podarces, caudillos del contingente de Fílace durante la guerra de Troya, eran descendientes de Fílaco.